# Misterul celor șapte cadrane
Misterul celor șapte cadrane este un roman polițist scris de către scriitoarea britanică Agatha Christie.